# Domingo Benages Sacristán
Domingo Benages Sacristán va ser un militar espanyol que va participar en la Guerra civil espanyola.

## Biografia
Militar professional, al juliol de 1936 ostentava el rang de capità i es trobava destinat al Regiment d'Infanteria «Almansa» núm. 15 de Tarragona.
Després de l'esclat de la Guerra civil es va mantenir fidel a la República, integrant-se després en el nou Exèrcit Popular de la República. Es va posar al capdavant del batalló «Tarraco», amb el qual va marxar al capdavant del Centre i intervindria en la batalla del Jarama. En el transcurs de la contesa ascendiria al rang de comandant. El 27 de març de 1937 va ser nomenat cap de la 7a Brigada Mixta, comandament que va ostentar fins a juny, quan va ser substituït pel major de milícies Américo Brizuela Cuenca. Per aquestes dates també hauria ostentat el comandament de la 16a Divisió, desplegada en el front del Centre. Entre setembre i desembre de 1937 va manar la 69a Divisió, de nova creació.